# Museu d'instruments musicals de Brussel·les

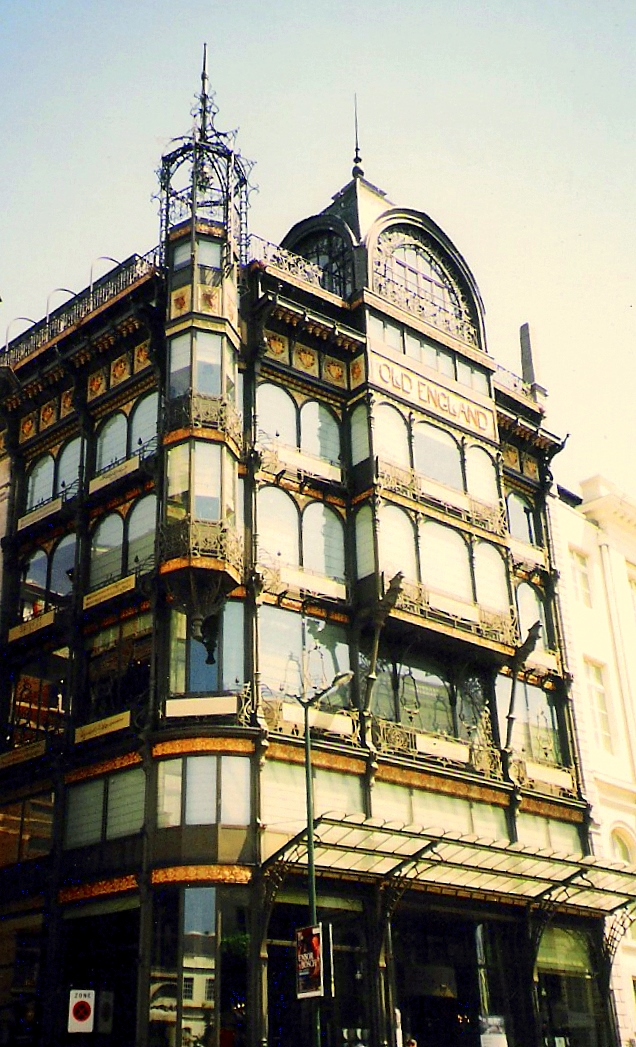
Antics magatzems Old England, on està situat el museu.

El Museu d'instruments musicals (MIM) és un museu de Brussel·les, Bèlgica. Forma part dels Museus Reials d'Art i Història.
La col·lecció es començava el 1877. L'edifici actual s'obria el 2000 i té més de 1.500 instruments en exhibició. La col·lecció inclou instruments mecànics, instruments de segle xx, un grup de campanes, instruments populars belgues i europeus, i instruments no europeus, així com una visita històrica des de l'antiguitat fins al segle xx, i una presentació que mostra el desenvolupament d'instruments de teclats i de corda. Hi ha també una biblioteca.
Ocasionalment, el museu també organitza exposicions temporals i concerts d'influents inventors contemporanis com els Baschet Brothers, Pierre Bastien, Yuri Landman, Fundació Logos i uns altres.
El museu està situat en un edifici d'estil Art Nouveau que allotjava els antics magatzems Old England. Es construïa d'acer forjat i vidre el 1899 per Paul Saintenoy. Hi ha un ascensor de ferro forjat. El sisè pis és un cafè amb vidrieres grans i bones vistes de Brussel·les.